# Methacrylsäureisobutylester
Methacrylsäureisobutylester ist eine chemische Verbindung aus der Gruppe der Carbonsäureester.

## Eigenschaften
Methacrylsäureisobutylester ist eine farblose Flüssigkeit, die schwer löslich in Wasser ist. Die Verbindung kann eine Polymerisationsreaktion eingehen. Die Polymerisationswärme beträgt −60 kJ·mol−1 bzw. −422 kJ·kg−1.

## Verwendung
Methacrylsäureisobutylester wird bei der Herstellung von Acrylharz mit aktiven Hydroxygruppen verwendet. In der Ölindustrie wird es als Additiv zum Waschen von Schmierölen eingesetzt und in der Elektronikindustrie in Elektronenmikroskopen zum Wasserentzug. In der Textilindustrie wird es bei der Herstellung von Klebstoffgeweben und in der analytischen Chemie als chemisches Reagenz bei der Synthese von medizinischen Polymermaterialien, wärmehärtbaren Beschichtungen und Klebstoffen verwendet.

## Sicherheitshinweise
Die Dämpfe von Methacrylsäureisobutylester können mit Luft ein explosionsfähiges Gemisch (Flammpunkt 41 °C, Zündtemperatur 385 °C) bilden.